# Gran Premio d'Australia 1998
Il Gran Premio d'Australia 1998 fu il primo appuntamento della stagione di Formula 1 1998.
Disputatosi l'8 marzo sul Circuito Albert Park, ha visto la vittoria di Mika Häkkinen su McLaren, seguito da David Coulthard e da Heinz-Harald Frentzen.

## Qualifiche

### Resoconto
Nelle qualifiche la McLaren mostra una netta superiorità sulle scuderie rivali. Nel confronto interno alla squadra britannica è Mika Häkkinen a prevalere sul compagno David Coulthard, conquistando la pole position con un vantaggio di soli 43 millesimi di secondo. Quella di Häkkinen risulta la prima pole position conquistata dalla Bridgestone in Formula 1. In seconda fila si piazzano i duellanti del 1997 Michael Schumacher e Jacques Villeneuve, seguono Herbert, Frentzen, Fisichella e Irvine.

### Risultati
| Pos | N  | Pilota                | Costruttore           | Pneumatici | Tempo    | Distacco |
| --- | -- | --------------------- | --------------------- | ---------- | -------- | -------- |
| 1   | 8  | Mika Häkkinen         | McLaren - Mercedes    | B          | 1'30"010 |          |
| 2   | 7  | David Coulthard       | McLaren - Mercedes    | B          | 1'30"053 | +0"043   |
| 3   | 3  | Michael Schumacher    | Ferrari               | G          | 1'30"767 | +0"757   |
| 4   | 1  | Jacques Villeneuve    | Williams - Mecachrome | G          | 1'30"919 | +0"909   |
| 5   | 15 | Johnny Herbert        | Sauber - Petronas     | G          | 1'31"384 | +1"374   |
| 6   | 2  | Heinz-Harald Frentzen | Williams - Mecachrome | G          | 1'31"397 | +1"387   |
| 7   | 5  | Giancarlo Fisichella  | Benetton - Playlife   | B          | 1'31"733 | +1"723   |
| 8   | 4  | Eddie Irvine          | Ferrari               | G          | 1'31"767 | +1"757   |
| 9   | 10 | Ralf Schumacher       | Jordan - Mugen-Honda  | G          | 1'32"392 | +2"282   |
| 10  | 9  | Damon Hill            | Jordan - Mugen-Honda  | G          | 1'32"399 | +2"389   |
| 11  | 6  | Alexander Wurz        | Benetton - Playlife   | B          | 1'32"726 | +2"716   |
| 12  | 14 | Jean Alesi            | Sauber - Petronas     | G          | 1'33"240 | +3"230   |
| 13  | 20 | Toranosuke Takagi     | Tyrrell - Ford        | G          | 1'33"291 | +3"281   |
| 14  | 18 | Rubens Barrichello    | Stewart - Ford        | B          | 1'33"373 | +3"283   |
| 15  | 12 | Jarno Trulli          | Prost - Peugeot       | B          | 1'33"739 | +3"729   |
| 16  | 17 | Mika Salo             | Arrows                | B          | 1'33"927 | +3"917   |
| 17  | 23 | Esteban Tuero         | Minardi - Ford        | B          | 1'34"646 | +4"636   |
| 18  | 19 | Jan Magnussen         | Stewart - Ford        | B          | 1'34"906 | +4"896   |
| 19  | 20 | Ricardo Rosset        | Tyrrell - Ford        | G          | 1'35"119 | +5"109   |
| 20  | 16 | Pedro Diniz           | Arrows                | B          | 1'35"140 | +5"130   |
| 21  | 11 | Olivier Panis         | Prost - Peugeot       | B          | 1'35"215 | +5"205   |
| 22  | 22 | Shinji Nakano         | Minardi - Ford        | B          | 1'35"301 | +5"291   |

## Gara

### Resoconto
La gara si decide subito; per un accordo interno alla McLaren, il pilota che si trovasse in testa alla prima curva manterrà la posizione fino alla fine. Al via Häkkinen parte come un missile, mentre Coulthard deve difendersi dall'attacco nelle prime curve di Michael Schumacher. Al primo giro Magnussen tenta un attacco molto rischioso a Ralf Schumacher: i due si agganciano e si ritrovano nella sabbia. Gara finita per entrambi e anche per l'esordiente Takagi, che esce di pista nello stesso punto. Häkkinen e Coulthard aumentano subito il proprio vantaggio sugli inseguitori; dietro ai piloti McLaren, Schumacher precede Villeneuve, Fisichella, Herbert, Frentzen e Irvine. Al 3º giro si ritira anche Diniz; al sesto giro l'unico pilota in grado di tenere un ritmo vicino alle McLaren, Michael Schumacher, si deve ritirare: sulla sua Ferrari ha infatti ceduto il motore. Al 6º giro le due McLaren hanno già quasi 20" di vantaggio su Villeneuve, insidiato da vicino da Fisichella ed Herbert.
Al 12º passaggio rientra ai box l'esordiente Tuero per scontare uno stop & go per partenza anticipata; l'argentino è sorpreso anche in eccesso di velocità ai box e dovrà fermarsi di nuovo. Intorno al ventesimo giro iniziano i rifornimenti, con le McLaren che hanno addirittura un minuto di vantaggio sul terzo, sempre Villeneuve. Rientrano insieme Hill e Alesi, il box Jordan è più veloce e Hill passa davanti. Al 24º e 25º giro rientrano anche le due McLaren, con Häkkinen che resta davanti al compagno; si ritira Tuero con il motore rotto. Le ultime a rientrare sono le Williams che hanno optato per un solo cambio. Il duo McLaren conduce adesso davanti a Frentzen, Fisichella, Irvine, Villeneuve, Hill, Alesi, Wurz e Panis; sono solo dieci le vetture ancora in gara, essendosi ritirati anche Salo, Rosset e Trulli, rispettivamente al 23°, al 25º ed al 26º passaggio.
Al 36º giro Häkkinen interpreta male una comunicazione radio e rientra inaspettatamente ai box; passa così in testa Coulthard, che si appresta a doppiare anche Irvine. Al 43° l'unico sorpasso della gara, con Fisichella che conquista il terzo posto sorpassando Frentzen; tuttavia la corsa del romano si interrompe poco dopo, al 46º passaggio, quando sulla sua vettura si rompe il supporto dell'alettone. Due giri prima si era fermato anche Alesi con il motore rotto.
Häkkinen si ferma ai box, questa volta per rifornire veramente; il giro dopo tocca a Coulthard. Dietro il dominio McLaren solo altri sei piloti rimangono in gara; terzo è Frentzen, seguito da Irvine, Villeneuve, Herbert, Wurz, Hill e Panis, tutti doppiati. Nel finale Häkkinen si riavvicina a Coulthard e a due giri dal termine passa in testa, seguendo l'accordo preso prima del via. A fine gara la vittoria schiacciante delle Mclaren è accompagnata da mille polemiche e sospetti: sotto accusa il nuovo sistema frenante della MP4/13, sistema che usa dischi posteriori per controllare la trazione, rallentando la ruota interna in curva; in questo modo si aiuta la vettura a curvare.

### Risultati
| Pos      | N  | Pilota                | Costruttore           | Pneumatici | Giri | Tempo/Ritiro                             | Griglia | Punti |
| -------- | -- | --------------------- | --------------------- | ---------- | ---- | ---------------------------------------- | ------- | ----- |
| 1        | 8  | Mika Häkkinen         | McLaren - Mercedes    | B          | 58   | 1h31'45"996                              | 1       | 10    |
| 2        | 7  | David Coulthard       | McLaren - Mercedes    | B          | 58   | +0"702                                   | 2       | 6     |
| 3        | 2  | Heinz-Harald Frentzen | Williams - Mecachrome | G          | 57   | +1 giro                                  | 6       | 4     |
| 4        | 4  | Eddie Irvine          | Ferrari               | G          | 57   | +1 giro                                  | 8       | 3     |
| 5        | 1  | Jacques Villeneuve    | Williams - Mecachrome | G          | 57   | +1 giro                                  | 4       | 2     |
| 6        | 15 | Johnny Herbert        | Sauber - Petronas     | G          | 57   | +1 giro                                  | 5       | 1     |
| 7        | 6  | Alexander Wurz        | Benetton - Playlife   | B          | 57   | +1 giro                                  | 11      |       |
| 8        | 9  | Damon Hill            | Jordan - Mugen-Honda  | G          | 57   | +1 giro                                  | 10      |       |
| 9        | 11 | Olivier Panis         | Prost - Peugeot       | B          | 57   | +1 giro                                  | 21      |       |
| Ritirato | 5  | Giancarlo Fisichella  | Benetton - Playlife   | B          | 43   | Rottura alettone (3°)                    | 7       |       |
| Ritirato | 14 | Jean Alesi            | Sauber - Petronas     | G          | 41   | Motore                                   | 12      |       |
| Ritirato | 12 | Jarno Trulli          | Prost - Peugeot       | B          | 26   | Cambio                                   | 11      |       |
| Ritirato | 20 | Ricardo Rosset        | Tyrrell - Ford        | G          | 25   | Cambio                                   | 19      |       |
| Ritirato | 17 | Mika Salo             | Arrows                | B          | 23   | Cambio                                   | 16      |       |
| Ritirato | 23 | Esteban Tuero         | Minardi - Ford        | B          | 22   | Motore                                   | 17      |       |
| Ritirato | 22 | Shinji Nakano         | Minardi - Ford        | B          | 8    | Semiasse                                 | 22      |       |
| Ritirato | 3  | Michael Schumacher    | Ferrari               | G          | 5    | Motore                                   | 3       |       |
| Ritirato | 16 | Pedro Diniz           | Arrows                | B          | 2    | Cambio                                   | 20      |       |
| Ritirato | 10 | Ralf Schumacher       | Jordan - Mugen-Honda  | G          | 1    | Collisione con T.Takagi, J.Magnussen     | 9       |       |
| Ritirato | 19 | Jan Magnussen         | Stewart - Ford        | B          | 1    | Collisione con T.Takagi, R.Schumacher    | 18      |       |
| Ritirato | 21 | Toranosuke Takagi     | Tyrrell - Ford        | G          | 1    | Collisione con J.Magnussen, R.Schumacher | 13      |       |
| Ritirato | 18 | Rubens Barrichello    | Stewart - Ford        | B          | 0    | Cambio                                   | 14      |       |

## Statistiche
Piloti
- 2ª vittoria per  Mika Hakkinen;
- 17º podio per  Mika Hakkinen;
- 16º podio per  David Coulthard;
- 9º podio per  Heinz-Harald Frentzen;

## Classifiche Mondiali

### Piloti
| Pos | Pilota                | Punti |
| --- | --------------------- | ----- |
| 1   | Mika Häkkinen         | 10    |
| 2   | David Coulthard       | 6     |
| 3   | Heinz-Harald Frentzen | 4     |
| 4   | Eddie Irvine          | 3     |
| 5   | Jacques Villeneuve    | 2     |
| 6   | Johnny Herbert        | 1     |

### Costruttori
| Pos | Team                | Punti |
| --- | ------------------- | ----- |
| 1   | McLaren-Mercedes    | 16    |
| 2   | Williams-Mecachrome | 6     |
| 3   | Ferrari             | 3     |
| 4   | Sauber-Petronas     | 1     |